# Ly Vahed
Bản mẫu:Cambodian name
Ly Vahed (tiếng Khmer: លី វ៉ាហេត sinh ngày 16 tháng 8 năm 1993) là một cầu thủ bóng đá người Campuchia thi đấu ở vị trí hậu vệ cho Boeung Ket Angkor và Đội tuyển bóng đá quốc gia Campuchia.
Ly Vahed là Người Chăm theo đạo Hồi giáo, sinh tại làng Preak Krouch xã Peus Muoy huyện Krouch Chhmar thuộc tỉnh Kampong Cham.

## Sự nghiệp quốc tế
Anh có màn ra mắt trong trận giao hữu trước Đội tuyển bóng đá quốc gia Ả Rập Xê Út vào ngày 14 tháng 1 năm 2017

## Danh hiệu

### Câu lạc bộ
Boeung Ket
- Giải bóng đá vô địch quốc gia Campuchia: 2016, 2017
- Mekong Club Championship 2015: Á quân